# Rocca dell'Adelasia
Rocca dell'Adelasia este o arie protejată (arie specială de conservare — SAC, sit de importanță comunitară — SCI) din Italia întinsă pe o suprafață de 2.190 ha, integral pe uscat.

## Localizare
Centrul sitului Rocca dell'Adelasia este situat la coordonatele 44°23′25″N 8°21′52″E / 44.390278°N 8.364444°E.

## Înființare
Situl Rocca dell'Adelasia a fost declarat sit de importanță comunitară în iunie 1995 pentru a proteja 52 de specii de animale. Situl a fost protejat și ca arie specială de conservare în aprilie 2017.

## Biodiversitate
Situată în ecoregiunea mediteraneană, aria protejată conține 16 habitate naturale: Mlaștini alcaline, Pante stâncoase silicioase cu vegetație casmofită, Păduri de Castanea sativa, Pajiști uscate europene, Pajiști cu Molinia pe soluri calcaroase, turboase sau argilos-nămoloase (Molinion caeruleae), Formațiuni de Juniperus communis pe lande sau pajiști calcaroase, Peșteri inaccesibile publicului, Păduri aluvionare cu Alnus glutinosa și Fraxinus excelsior (Alno-Padion, Alnion incanae, Salicion albae), Fânețe de joasă altitudine (Alopecurus pratensis, Sanguisorba officinalis), Păduri de stejar alb estice, Pajiști carstice calcaroase sau bazofile, de Alysso-Sedion albi, Pante stâncoase calcaroase cu vegetație casmofită, Păduri de fag Luzulo-Fagetum, Liziere de ierburi înalte hidrofile de câmpie și de nivel montan până la alpin, Pajiști uscate seminaturale și facies de acoperire cu tufișuri pe substraturi calcaroase (Festuco-Brometalia) (* situri importante pentru orhidee), Păduri de Quercus ilex și Quercus rotundifolia.
La baza desemnării sitului se află mai multe specii protejate:
- păsări (46): uliu păsărar (Accipiter nisus), pițigoi codat (Aegithalos caudatus), fâsă de pădure (Anthus trivialis), stârc cenușiu (Ardea cinerea), ciuf-de-pădure (Asio otus), șorecarul comun (Buteo buteo), sticlete (Carduelis carduelis), Certhia brachydactyla, mierla de apă (Cinclus cinclus), porumbel gulerat (Columba palumbus), cioară neagră (Corvus corone), cuc (Cuculus canorus), pițigoi albastru (Cyanistes caeruleus), ciocănitoare pestriță mare (Dendrocopos major), presură de munte (Emberiza cia), presură bărboasă (Emberiza cirlus), măcăleandru (Erithacus rubecula), cinteză (Fringilla coelebs), Fringilla montifringilla, gaiță (Garrulus glandarius), rândunică (Hirundo rustica), capîntortură (Jynx torquilla), sfrâncioc roșiatic (Lanius collurio), privighetoare (Luscinia megarhynchos), codobatură galbenă (Motacilla alba), codobatură de munte (Motacilla cinerea), pițigoi mare (Parus major), vrabie (Passer domesticus), pițigoi de brădet (Periparus ater), codroșul de pădure (Phoenicurus phoenicurus), pitulice de munte (Phylloscopus collybita), ciocănitoarea verde (Picus viridis), mugurarul (Pyrrhula pyrrhula), sitar de pădure (Scolopax rusticola), țiclete (Sitta europaea), scatiu (Spinus spinus), turturică (Streptopelia turtur), huhurez mic (Strix aluco), silvie cu cap negru (Sylvia atricapilla), pănțărușul (Troglodytes troglodytes), sturzul viilor (Turdus iliacus), mierlă (Turdus merula), sturz-cântător (Turdus philomelos), sturz (Turdus pilaris), sturzul de vâsc (Turdus viscivorus), pupăză (Upupa epops)
- mamifere (2): lupul (Canis lupus), liliacul mare cu potcoavă (Rhinolophus ferrumequinum)
- nevertebrate (3): Austropotamobius pallipes, Euplagia quadripunctaria, rădașcă (Lucanus cervus)
- pești (1): Telestes muticellus

Pe lângă speciile protejate, pe teritoriul sitului au mai fost identificate 21 de specii de plante, 3 specii de amfibieni, 2 specii de mamifere, 8 specii de nevertebrate, 6 specii de reptile.